# Notiomaso australis
Notiomaso australis är en spindelart som beskrevs av Banks 1914. Notiomaso australis ingår i släktet Notiomaso och familjen täckvävarspindlar.
Artens utbredningsområde är Sydgeorgien. Inga underarter finns listade i Catalogue of Life.